# 다이빙: 그녀에 빠지다
《다이빙: 그녀에 빠지다》(프랑스어: Plonger)는 2017년 공개된 프랑스의 로맨스 영화로, 멜라니 로랑이 연출하고 질 를루슈가 출연했다. 크리스토프 오노디비오(Christophe Ono-dit-Biot)가 쓴 동명 소설이 원작이다.
2017 토론토 국제영화제의 스페셜 프레젠테이션(Special Presentations) 부문에서 상영되었다. 배우로는 질 를르슈가 세자르 역을, 마리아 발베르데가 파스 아길레라 역을 맡았으며, 이브라힘 아흐메드, 마리 드나르노, 노에미 메를랑, 알베르 델피도 출연한다.

## 출연
- 질 를루슈 - 세자르
- 마리아 발베르데 - 파스 아길레라
- 이브라임 아메드 - 마린
- 마리 드나르노 - 호텔 지배인
- 노에미 메를랑 - 젊은 예술가
- 알베르 델피 - 레오

## 기타
- 원작자: 크리스토프 오노-디-비오
- 공동제작: 줄리엔 데리스
- 공동제작: 마크 뒤자르댕
- 공동제작: 다비드 고퀴
- 공동제작: 에티엔 말레
- 미술: 스타니슬라스 레이델렛
- 의상: 마이라 라메드한 레비
- 배역: 코랄리 수베르